# Lillesjö (Abilds socken, Halland)
Lillesjö är en sjö i Falkenbergs kommun i Halland och ingår i Ätrans huvudavrinningsområde. Sjön har en area på 0,0394 kvadratkilometer och ligger 87,9 meter över havet.

## Delavrinningsområde
Lillesjö ingår i det delavrinningsområde (631745-131267) som SMHI kallar för Mynnar i Sannarpsån. Medelhöjden är 73 meter över havet och ytan är 10,2 kvadratkilometer. Det finns inga avrinningsområden uppströms utan avrinningsområdet är högsta punkten. Vattendraget som avvattnar avrinningsområdet har biflödesordning 3, vilket innebär att vattnet flödar genom totalt 3 vattendrag innan det når havet efter 19 kilometer. Avrinningsområdet består mestadels av skog (65 procent), öppen mark (11 procent) och jordbruk (21 procent). Avrinningsområdet har 0,08 kvadratkilometer vattenytor vilket ger det en sjöprocent på 0,7 procent.